# Pro Evolution Soccer 2018
Pro Evolution Soccer 2018 або PES 2018 — кросплатформова гра у жанрі футбольного симулятора із серії Pro Evolution Soccer від компанії Konami, є сімнадцятою в даній серії ігор. На обкладинці зображений Луїс Альберто Суарес.
Японська версія гри називається — Winning Eleven 2018.

## Розробка
У PES 2018 Konami зберегли тематику минулорічної версії гри, оголосивши спеціальне видання «Barcelona Edition» та бонуси для покупок по передзамовленню. На конференції E3 2017 було оголошено, що такі клуби як «Барселона», «Атлетіко Мадрид», «Боруссія (Д)» та «Ліверпуль» будуть повністю ліцензовані. Згодом до цього переліку приєднались «Шальке 04», «Валенсія», «Фулгем», Збірна Бразилії з футболу та «Інтернаціонале». 15 листопада 2017 року також були додані стадіон Емірейтс, Національний стадіон імені Хуліо Мартінеса Праданоса, а також Збірна Франції з футболу.
30 серпня 2017 року була випущена демо-версія гри.

## Критика
| Агрегатор  | Оцінка                              |
| ---------- | ----------------------------------- |
| Metacritic | PC: 82/100 PS4: 83/100 XONE: 82/100 |

| Видання       | Оцінка    |
| ------------- | --------- |
| Game Informer | 8,75/10   |
| GameSpot      | 8/10      |
| GamesRadar+   | 4/5 зірок |
| IGN           | 9,2/10    |

Гра Pro Evolution Soccer 2018 отримала переважно схвальні відгуки критиків та оглядачів. Сайт з відгуками Metacritic дав версії гри для PlayStation 4 оцінку 83/100 на основі 40 оглядів.
Серхіо Перейра з Fortress of Solitude дав PES 2018 оцінку 7,5 з 10.
IGN поставив оцінку 9,2 з 10, при цьому зазначивши: «Надзвичайно. Вчергове PES встановив надзвичайно високий рівень якості для інших спортивних ігор, який вони будуть намагатися досягти».